# Équipe des Asturies de football
Maillots
L'équipe des Asturies de football est la sélection des meilleurs footballeurs des Asturies sous l'égide  de la Fédération royale espagnole de football. Elle n'est pas membre de la FIFA, ni reconnue par l'UEFA et ne participe donc pas aux tournois internationaux.

## Joueurs emblématiques
- Abelardo Fernández Antuña
- Javier Manjarín
- Juanele
- Luis Enrique
- Miguel Ángel Angulo
- Rubén Reyes